# Phasmodes ranatriformis
Phasmodes ranatriformis är en insektsart som beskrevs av John Obadiah Westwood 1843. Phasmodes ranatriformis ingår i släktet Phasmodes och familjen vårtbitare. Inga underarter finns listade i Catalogue of Life.